# 15929 Ericlinton
15929 Ericlinton (1997 WQ11) là một tiểu hành tinh vành đai chính được phát hiện ngày 22 tháng 11 năm 1997 bởi Spacewatch ở Kitt Peak.